# Жуков, Юрий Александрович
Ю́рий (Гео́ргий) Алекса́ндрович Жу́ков (10 [23] апреля 1908, станция Алмазная, Екатеринославская губерния — 31 мая 1991, Москва) — советский журналист-международник, публицист, переводчик. Герой Социалистического Труда (1978). Заслуженный работник культуры РСФСР.

## Биография
Родился на станции Алмазная Славяносербского уезда Екатеринославской губернии, Российская империя, в семье священнослужителя (позднее — учителя). Георгий будучи ребёнком, когда начались тяжёлые события в период 1914—1920 годов был отправлен отцом к брату Михаилу Жукову в Тифлис, который любил племянника как своего родного сына и помогал совершенствовать его французский язык.
В 1925 году — сотрудник стенгазеты Луганской ж/д профшколы «Красный путеец». С 1926 года работал помощником машиниста в Луганском отделении Донецкой железной дороги. С 1927 года — рабкор эмалевого завода, затем корреспондент, литературный сотрудник, заведующий отделом газет «Луганская правда», «Комсомолец Украины».
В 1932 году окончил Московский автотракторный институт им. М. В. Ломоносова, затем работал инженером-конструктором на Горьковском автозаводе. С 1932 работал в газете «Комсомольская правда» (литсотрудник, заведующий отделом). В 1938—1940 годах — корреспондент журнала «Наша страна». В 1940—1941 годах — заведующий отделом журнала «Новый Мир». В 1941—1945 годах — военный корреспондент, заведующий отделом фронта; в 1946 году — член редколлегии «Комсомольской правды». В 1946—1957 годах — сотрудник редакции газеты «Правда»: заместитель ответственного секретаря, обозреватель (1946—1948), корреспондент во Франции (1948—1952), заместитель главного редактора (1952—1957). В 1957—1962 годах — председатель Комитета по культурным связям с зарубежными странами. С 1962 года — политический обозреватель газеты «Правда». В 1960 году вместе с другими журналистами (Н. М. Грибачёвым, Л. Ф. Ильичёвым и другими) написал книгу «Лицом к лицу с Америкой» — о поездке Никиты Хрущёва в США. За эту книгу им была присуждена Ленинская премия.
С 1972 года — ведущий авторской телевизионной передачи на первом канале Центрального телевидения «На вопросы телезрителей отвечает политический обозреватель газеты „Правда“ Ю. А. Жуков». В 1960—1990-е годы — переводчик художественной литературы с французского языка, в том числе произведений Эрве Базена, Эдмонды Шарль-Ру, Робера Сабатье. Активно участвовал в обличении А. И. Солженицына после опубликования за границей его романа «Архипелаг ГУЛАГ».
С 1961 года — член Союза писателей СССР. Член ВКП(б)/КПСС с 1943. Член ЦРК в 1956—1976 годах. Кандидат в члены ЦК в 1976—1989 годах. В 1962—1989 годах — депутат Верховного Совета СССР 6—11 созывов. В 1962—1982 годах — заместитель председателя, а в 1982—1987 годах — председатель Советского комитета защиты мира. С 1958 года — член правления, а в 1968—1991 годах — президент общества «СССР — Франция».
Похоронен на Троекуровском кладбище.

## Интересные факты
В 1976 году Ю. Жуков пострадал от советской цензуры. Из его повести «Начало города» (о строительстве Комсомольска-на-Амуре) была исключена глава «Трудные дни 1937 года», затрагивающая тему массовых репрессий (в письме в ЦК КПСС по этому поводу Жуков называет в качестве своего соавтора Р. Измайлову).

## Книги
- Хартракторострой. — М.-Л.: Огиз; Молодая гвардия, 1931.
- Счёт на чуткость. Сб. очерков о комсомоле. — М.: Молодая гвардия, 1933.
- После гудка. Заметки на комсомольские темы. — М.: Молодая гвардия, 1934.
- Город юности. — М.: Молодая гвардия, 1937.
- Граница. Путевые заметки. —М.: Гослитиздат, 1938.
- Крылья Китая. Записки военного лётчика. — М.: Гослитиздат, 1940.
- Советские партизаны. — Йошкар-Ола: Марийское гос. изд-во, 1941.
- Русские и Япония. Забытые страницы из истории русских путешествий. — М.: Изд-во Главсевморпути, 1945.
- Американские заметки. — М.: Правда; тип. им. Сталина, 1947.
- На Западе после войны. Записки корреспондента. — М.: Советский писатель, 1948.
- Раймонда Дьен. —М.: Детгиз, 1954.
- Лицом к лицу с Америкой (в составе группы литераторов). —М.: Политиздат, 1959
- Укрощение «тигров». — М.: Молодая гвардия, 1961.
- Путь к Карпатам. — М.: Молодая гвардия, 1962.
- Япония. 1962. — М.: Известия, 1962.
- [militera.lib.ru/bio/zhukov_ua/index.html Один «МИГ» из тысячи. Документ. повесть.] — М.: Молодая гвардия, 1963.
- Эти семнадцать лет… Записки журналиста. — М.: Советский писатель, 1963.
- Без языка. — М.: Советский писатель, 1964.
- Вьетнам. — М.: Правда, 1965.
- Из записных книжек журналистов. — М., 1965. (совместно с В. Шараповым)
- Люди 30-х годов. — М.: Советская Россия, 1966.
- Отпор. — М.: Правда, 1966. (в соавторстве с В. Шараповым)
- Америка. 1967. — М.: Правда, 1967.
- [militera.lib.ru/prose/russian/zhukov/index.html Люди 40-х годов.] — М.: Советская Россия, 1969.
- Из боя в бой. Письма с фронта идеологической борьбы. — М.: Мысль, 1970.
- США на пороге 70-х годов. — М.: Политиздат, 1970.
- Чилийский дневник. — М.: Молодая гвардия, 1970.
- Народ на войне. Вьетнамские дневники. — М.: Политиздат, 1972. (в соавторстве с В. Шараповым)
- 33 визы. Путешествия в разные страны. — М.: Советская Россия, 1972.
- Алекс и другие. Полемические заметки о мире насилия. — М.: Политиздат, 1974.
- Европейские горизонты. — М.: Советская Россия, 1975.
- Начало и конец. Страницы из дневника. — М.: Правда, 1975.
- Отравители. Полемические заметки о буржуазной идеологии и пропаганде. — М.: Молодая гвардия, 1975.
- Письма из Рамбуйе. — М.: Советская Россия, 1975. (в соавторстве с В. Седых)
- Начало города. — Хабаровск, 1977.
- Тридцать бесед с телезрителями. — М.: Политиздат, 1977.
- Мысли о немыслимом (По ту сторону) — М.: Советская Россия, 1978
- Общество без будущего. Заметки публициста. М.: Политиздат, 1978. 319 с.
- Повесть о грязных трюках (По ту сторону) — М.: Советская Россия, 1978
- Истоки. — М.: Правда, 1980.
- Первостроители. — М.: Молодая гвардия, 1982. (в соавторстве с Р. Измайловой)
- Крутые ступени. — М.: Мысль, 1983.
- Журналисты. Рассказы о солдатах переднего края фронта идеологической борьбы. — М.: Правда, 1984[11].
- Путешествие в страны Индокитая. — М.: Советская Россия, 1984. (в соавторстве с И. Щедровым)
- Где мир — там жизнь! — М.: Молодая гвардия, 1985. (в соавторства с И. Мельниковым)
- Нищие духом. Записки политического обзоревателя. — М.: Правда, 1985.
- Псы войны. — М.: Правда, 1986.
- Солдатские думы. — М.: Советская Россия, 1987.
- СССР — США: дорога длиною в семьдесят лет, или Рассказ о том, как развивались советско-американские отношения. — М.: Политиздат, 1988. — ISBN 5-250-00606-X
- Избранные произведения в 2 тт. — М.: Мысль, 1990.— ISBN 5-244-00140-X, 5-244-00139-6

## Награды
- Орден Красной Звезды (13.04.1946)
- Орден Трудового Красного Знамени (23.04.1958)
- Ленинская премия (1960)
- Орден Ленина (04.05.1962)
- Орден Трудового Красного Знамени (23.05.1968)
- Герой Социалистического Труда (21.04.1978)
- Орден Ленина (21.04.1978)
- Орден Октябрьской Революции (22.04.1983)
- Орден Отечественной войны 2-й степени[источник не указан 79 дней]
- Орден Дружбы народов (22.04.1988)
- Медали